# Spetsstjärtad duva
Spetsstjärtad duva (Zenaida macroura) är en av Nordamerikas vanligaste fåglar. Den tillhör familjen duvor (Columbidae) och dess utbredningsområde sträcker sig från Centralamerika till södra Kanada, inklusive ett antal öar i Stilla havet. Merparten av världspopulationen är stannfåglar men de som häckar i de nordligaste delarna av artens utbredningsområde är flyttfåglar och övervintrar i sydligare områden där temperaturen i januari inte understiger 12 °C. 
Den trivs bäst i olika öppna eller halvöppna biotoper vilket omfattar både jordbruksbygd och stadsmiljö, och arten har anpassat sig väl till miljöer påverkade av människan. Världspopulationen är stor och består uppskattningsvis av 130 miljoner individer. I många områden jagas den som vilt både i mat- och i sportsyfte. Dess klagande läte är ett vanligt ljud inom artens utbredningsområde, liksom det visslande ljudet av dess vingar när den flyger upp. Den är en uthållig flygare.
Spetsstjärtad duva är ljust gråbrun och har en matt fjäderdräkt. Könen är lika. Arten är oftast monogam och den får vanligtvis två ungar per kull. Båda föräldrarna tar hand om ungarna och de får ofta flera kullar per häckningssäsong. I varma områden kan ett par få upp till sex kullar om året. Den äter främst säd av både inhemska och introducerade plantor.

## Systematik och utbredning
Spetsstjärtad duva har ett stort utbredningsområde i den nearktiska regionen som omfattar närmare 11 miljoner kvadratkilometer. Dess utbredning sträcker sig från södra Kanada, genom USA och Västindien, till Costa Rica och Panama i Centralamerika och stillahavsöarna Guadalupe och Revillagigedoöarna. Den ses året om från Stora Antillerna, merparten av Mexiko, merparten av USA och till allra sydligaste Kanada. I södra Kanada och i nordligaste centrala USA återfinns den bara på sommaren och i Centralamerika finns den bara om vintern. Arten är flyttfågel i norra Kanada, Alaska och Sydamerika.
Merparten av populationen är flyttfåglar som följer flyttstråk som går över land. Vårflytten mot norr pågår från slutet av mars till maj. Höstflytten söderut sker mellan augusti och november. Den flyttar oftast dagtid i större flockar. Populationen i Kanada flyttar längst och övervintrar förmodligen i Mexiko eller till och med längre söderut.
Den spetsstjärtade duvan är nära besläktad med öronduva (Zenaida auriculata) och socorroduva (Zenaida graysoni). Vissa taxonomer menar att dessa tre arter egentligen är underarter av en art, eller en subgrupp, och hänför dem av den anledningen till det egna släktet Zenaidura. Detta medför emellertid att släktet Zenaida blir parafyletiskt, och därför är det är idag vanligast att kategorisera dem alla som tillhörande släktet Zenaida.
Man brukar dela in arten i fem underarter:
- Z. m. carolinensis (Linnaeus, 1766) – häckar i östra Nordamerika, på Bermuda och Bahamas
- Z. m. clarionensis (Townsend, 1890) – häckar på ön Clarión[8]
- Z. m. macroura (Linnaues, 1758) – häckar i Västindien på Stora Antillerna[8] och har på senare tid etablerat sig i Florida Keys[7]
- Z. m. marginella (Woodhouse, 1852) – häckar i västra Nordamerika och delar av Mexiko
- Z. m. turturilla (Wetmore, 1956) – häckar i Panama

Utbredningen för de olika underarterna överlappar varandra något.

### Uppträdande i övriga världen
Trots sin stora population är den en mycket ovanlig gäst i Europa. Då den även förekommer i djurparker så har vissa av dessa observationer avskrivits som förrymda exemplar, men en observation på Island i oktober 1995 och två i Storbritannien i oktober till november 1989, och i november 1999 anses som spontana. I övrigt har den observerats i Colombia och vid vardera två tillfällen i Alaska och på västra Grönland.. Den har även introducerats till Hawaii.

### Förekomst i Sverige
Spetsstjärtad duva har observerats i Sverige. Första gången var 3–9 juni 2001 i Brannäs våtmark i Oxelösund, Södermanland. Länge ansåg Sveriges ornitologiska förenings raritetskommitté att dess uppträdande inte med säkerhet var spontant. Först i april 2015 ändrade man sig efter studier av fyndbild av arten i Europa och duvans uppträdande i Oxelösund betraktas därför numera som spontant. I maj 2019 observerades ännu en individ, först i Ventlinge och senare i Hammarby på Öland.

## Utseende och läte

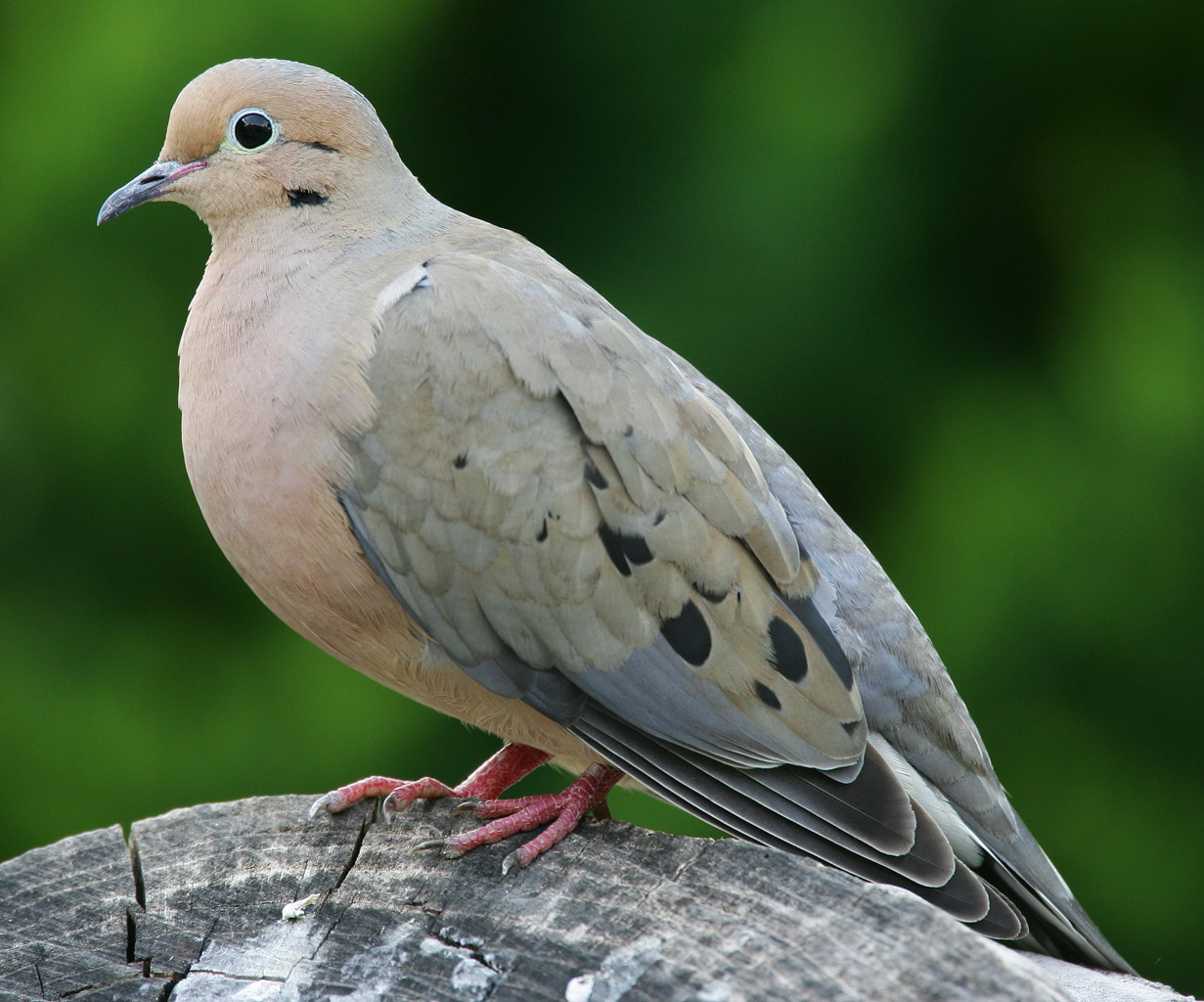

Spetsstjärtad duva är en mellanstor, slank duva som i genomsnitt mäter 31 cm på längden. Den har breda elliptiskt formade vingar, runt huvud och lång stjärt som har formen av en avsmalnande romb. Dess fot har tre tår framåt och en bakåt så att den kan greppa om grenar och liknande. De rödfärgade benen är korta och den har en kort och mörk näbb.
Dess fjäderdräkt är generellt ljust gråbrun och ljusare med en rosaaktig ton på undersidan. Den har svarta fläckar på vingarna och ytterkanten på sidan av stjärten är vit i kontrast till ett svart band precis innanför. Den har mörka ögon med blåaktig orbitalring.
Den adulta hanen har klart rosalila fläckar på sidan av nacken. Honan har liknande fjäderdräkt men är gråare. Juvenila fåglar är mörkare och har en mer vattrad fjäderdräkt.
Artens läte är ett karakteristiskt klagande oo-woo-woo-woo och i flykten skapar vingarna ett visslande ljud.
Alla fem underarter har liknande utseende och skiljer sig bara till viss del i färgnyanser, vingform och storlek på näbb och tår, och är svåra att skilja från varandra.

## Ekologi

### Habitat
Spetsstjärtad duva trivs bäst i olika öppna eller halvöppna biotoper och återfinns i stadsmiljö, jordbruksbygd, prärie, slätt och öppet skogslandskap. Den undviker våtmarker och slutna skogar. Den har anpassat sig väl till miljöer påverkade av människan.

### Häckning

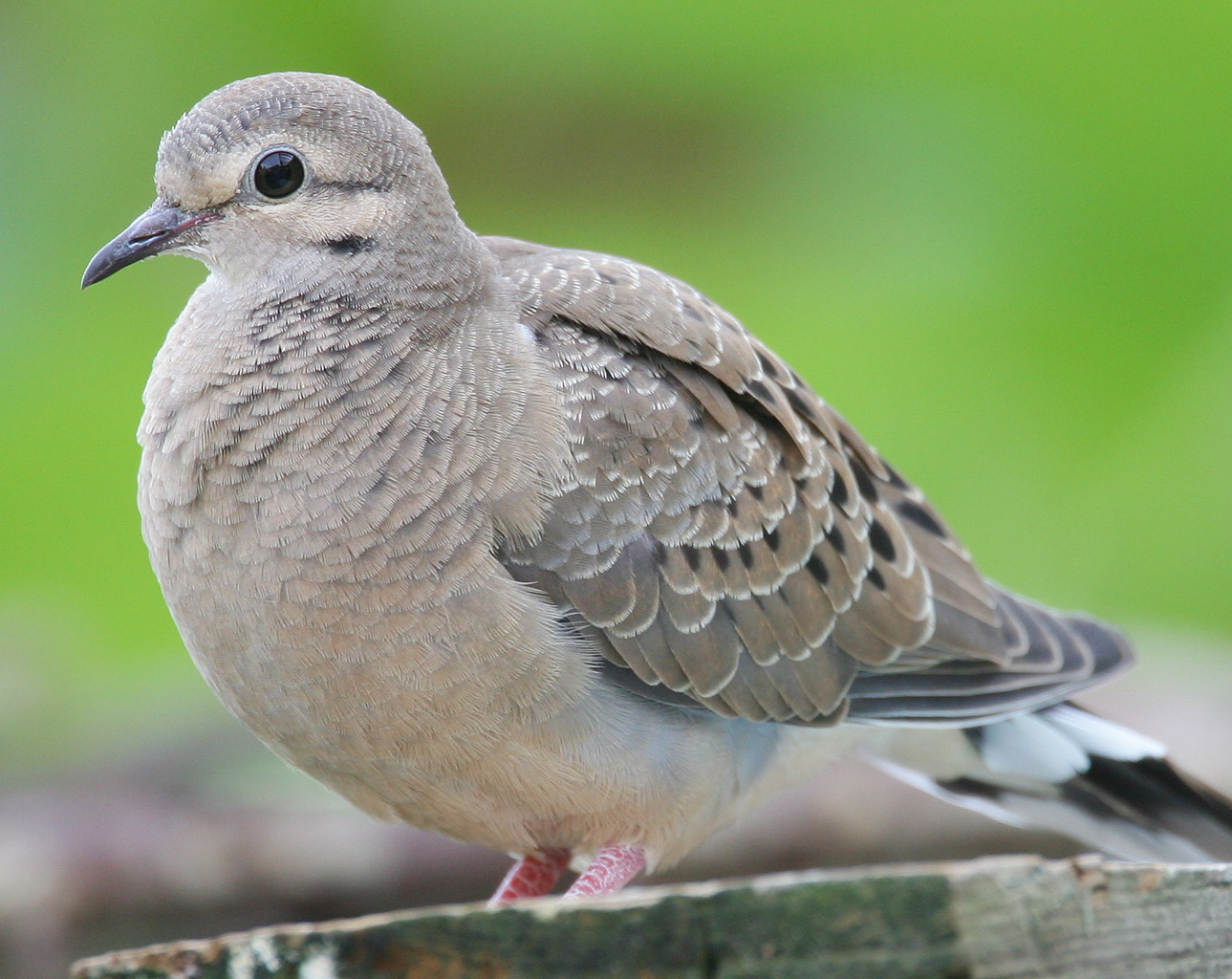
En juvenil spetsstjärtad duva.

Häckningen börjar med att hanen utför en bullrig flykt, följt av en graciöst cirklande glidflykt med utsträckta vingar och nedåtriktat huvud. Efter att hanen landat närmar han sig honan med uppburrat bröst, vickande huvud och höga läten. Paret brukar ofta plocka varandras fjäderdräkt.
De besöker sedan möjliga platser för bobygge. Det är honan som väljer plats och som också bygger boet av material som hanen samlar in. Hanen överräcker bomaterial stående på hennes rygg. Boet byggs av grenar, gräs, blad och ibland material från kottar och verkar mycket bräckligt. Ibland tar paret ett övergivet bo från ett annat par av spetsstjärtad duva eller någon annan fågelart, men även från exempelvis ekorrar.
Merparten av alla bon byggs i träd, men bon återfinns även i häckar eller på byggnader, och fåglarna kan även häcka direkt på marken om det inte finns något annat val.
Kullen består nästan alltid av två ägg. Det förekommer att honan lägger sina ägg i ett annat pars rede. Äggen är små och vita. Paret ruvar tillsammans, hanen från morgon till eftermiddag och honan den resterande tiden. Redet lämnas mycket sällan obevakat.
De ruvar i genomsnitt i 14 dygn. Ungarna är bostannare som kläcks duniga och hjälplösa och måste tas om hand av sina föräldrar. Båda föräldrar tar hand om ungarna och matar dem med krävmjölk under de första dagarna efter kläckningen. Krävmjölken byts sedan gradvis ut mot säd och annan föda som den adulta fågeln äter. Ungarna är flygfärdiga efter cirka 11 till 15 dygn. Under perioden då de är flygfärdiga men inte fullvuxna stannar de i närheten av sina föräldrar för att få mat. Detta pågår under ett antal veckor.
Spetsstjärtad duva lägger flera kullar per häckningssäsong och kan i varmare områden lägga upp till sex kullar per år. Denna snabba häckningstakt är en förutsättning för artens överlevnad eftersom dödligheten är hög. Mortaliteten per år är 58 % för adulta och 69 % för ungfåglar.
Spetsstjärtad duva är monogam och typiskt är att paret återvänder till samma område följande häckningssäsong och även att de håller ihop under vinterhalvåret. En övergiven adult individ bildar dock par så fort den får möjlighet.

### Föda

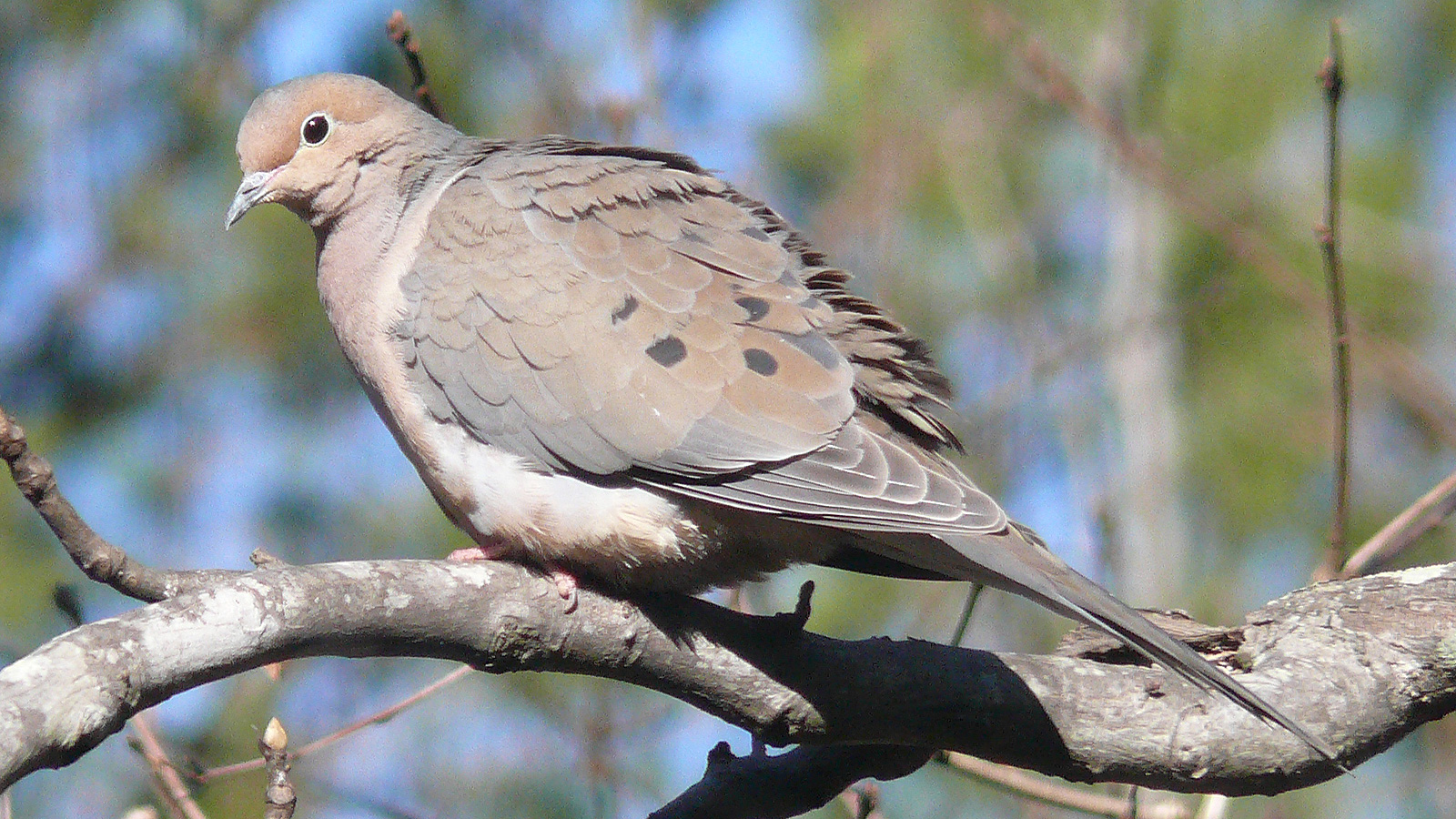

Säd och frön står för mer än 99 % av den spetsstjärtade duvans föda och bara undantagsvis äter den sniglar och insekter. Den äter ofta tillräckligt mycket för att fylla krävan och flyger sedan iväg för att smälta födan ostört. Den äter också ofta grus och sand för att hjälpa matsmältningen. Spetsstjärtad duva födosöker mest på marken men även från fågelbord och foderautomater. Den skrapar inte bland fröna utan pickar efter de frön som är synliga. Undantagsvis tar den frön direkt från plantor.
Dess föda består av en stor variation av frön, men den föredrar vissa frön framför andra, nämligen pinjenötter, frön från ambraträd (Liquidambar), kermesbär (Phytolacca), amaranter (Amaranthus), kanariegräs (Phalaris canariensis), majs, sesamfrö och vete. När dess favoritföda inte finns tillgänglig äter den frön från andra växter, som exempelvis bovete, råg och snärjmåra (Galium aparine).

### Sjukdomar och predatorer
Spetsstjärtad duva kan drabbas av en mängd olika parasiter och sjukdomar, bland annat bandmaskar, rundmaskar, kvalster, och löss. Parasiten Trichomonas gallinae som leder till sjukdomen gulknopp är speciellt allvarlig. Ibland kan fågeln bära på parasiten utan symptom men den orsakar ofta skador på slemhinnor i munhåla och hals vilket till slut leder till döden på grund av svält.
Den spetsstjärtade duvans största fiender bland rovdjur är dagaktiva rovfåglar såsom falkar och hökar. Under häckningen kan deras ägg tas av olika kråkfåglar, båtstjärtar, tamkatter eller råttsnokar (Elaphe). Undantagsvis råkar spetsstjärtad duva ut för häckningsparasitism ifrån kostarar (Molothrus). Spetsstjärtade duvor stöter bort något under en tredjedel av kostarägg i drabbade bon och den spetsstjärtade duvans helvegetariska diet är inte heller lämpad för kostarar.

## Spetsstjärtad duva och människan

### Status och hot
Världspopulationen av spetsstjärtad duva uppskattas till mellan 120 och 140 miljoner könsmogna individer. Dess stora antal och stora utbredningsområde gör att populationen av spetsstjärtad duva bedöms som livskraftig (LC). Det finns indikationer på att populationen minskar i de västra utbredningsområdena.
Arten är populär vid småviltjakt och det skjuts uppskattningsvis 45 miljoner individer varje år.
Arten trivs bra i kulturlandskap. När nybyggarna högg ned skog som tidigare täckte stora delar av Nordamerika skapades nya häckningsmiljöer för den spetsstjärtade duvan och idag är det en av Nordamerikas vanligaste fåglar.

### Namn

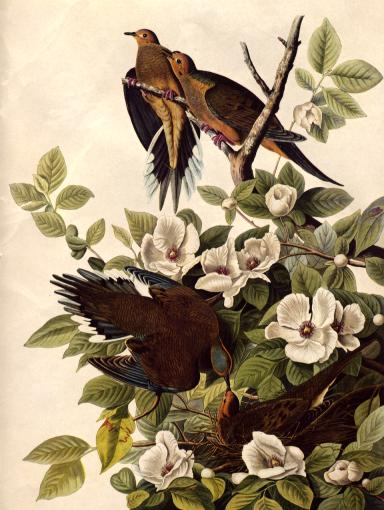
I Audubons fågelbok heter den spetsstjärtade duvan Carolina pigeon

Dess vetenskapliga släktnamn gavs av den franske zoologen Charles L. Bonaparte 1838 för att hedra hans fru, prinsessan Zénaïde Bonaparte. Det vetenskapliga artnamnet macroura betyder "långstjärtad", av grekiskans makros för "lång" och oura, "stjärt". Sitt nuvarande engelska namn Mourning Dove, 'sörjande duva', har arten fått på grund av fåglarnas sorgsna läte. På svenska har den även kallats sorgduva.

### Som symbol
Duvor är oavsett art generellt mycket symbolladdade fåglar – se Duvor (Historik och symbolik) – och den spetsstjärtade duvan är bland annat officiell fredssymbol i Wisconsin  och Michigan. Den är även nationalfågel i Brittiska Jungfruöarna.